# Волжин, Александр (шахматист)
Александр Волжин (род. 2 февраля 1971, Махачкала) — российский шахматист, гроссмейстер (1997). Бизнесмен.

## Спортивные достижения
- Любляна (Словения), 1999 — разделил 1-е место[2]
- Мемориал Капабланки, Варадеро (Куба), 2000 — 1-е место[3]
- Берген (Норвегия), 2000 — 1-е место[4]
- Лозанна (Швейцария), 2000 — разделил 2-е место[5]
- Дакка (Бангладеш), 2001 — разделил 1-2 места (с Яаном Эльвестом)[6]
- Серебряный призёр командного чемпионата России 2001 года в составе команды «Норильский никель», г. Норильск.
- Участник 2-го личного чемпионата Европы 2001 года в г. Охриде.

На протяжении многих лет Волжин являлся тренером Евгения Бареева, Эльмиры Скрипченко, Екатерины Ковалевской, Иветы Райлих и целого ряда других ведущих шахматистов мира. Волжин являлся тренером женской сборной России на Всемирных Шахматных Олимпиадах в Элисте в 1998 году (главный тренер — Наум Рашковский, 2-е место) и Стамбуле в 2000 году (главный тренер — Юрий Якович, 3-е место).

## Примечательные партии
- Волжин — Майлс, Каппель-ла-Гранд, 1999
- Волжин — Орал, Мемориал Капабланки, Варадеро 2000
- Улыбин — Волжин, Дубай, 2002
- Волжин — Ваганян, командный чемпионат России, Дагомыс 2005
- Рахман — Волжин, Дакка 2001

## Изменения рейтинга
| Графики недоступны из-за технических проблем. См. информацию на Фабрикаторе и на mediawiki.org. |

## Карьера в бизнесе
После завершения шахматной карьеры в начале 2000-х годов Волжин работает в финансовой сфере. С 2007 года — вице-президент банка Барклайз в Лондоне.